# Land Command
Le Land Command, (« HQ Land ») est un organe de commandement de la British Army. Depuis 2008, le Land Command a été renommé Land Forces et intègre des éléments du commandement de l'Adjudant-General (administration). Le quartier général du Land Command est situé à Wilton (Wiltshire), en Angleterre.
Le Commandant en Chef du Land Command est nommé « Commander-in-Chief, Land Command » ou « Commander-in-Chief, Land Forces » (CINCLAND). Le poste actuel est occupé par le Général Peter Wall.
Les Land Forces assurent le contrôle de presque toutes les unités de combat et de soutien de la British Army. Trois exceptions majeures au commandement du Land Command : les forces britanniques à Chypre, les forces britanniques dans les îles Malouines et le QG Irlande du Nord.

## Hiérarchie

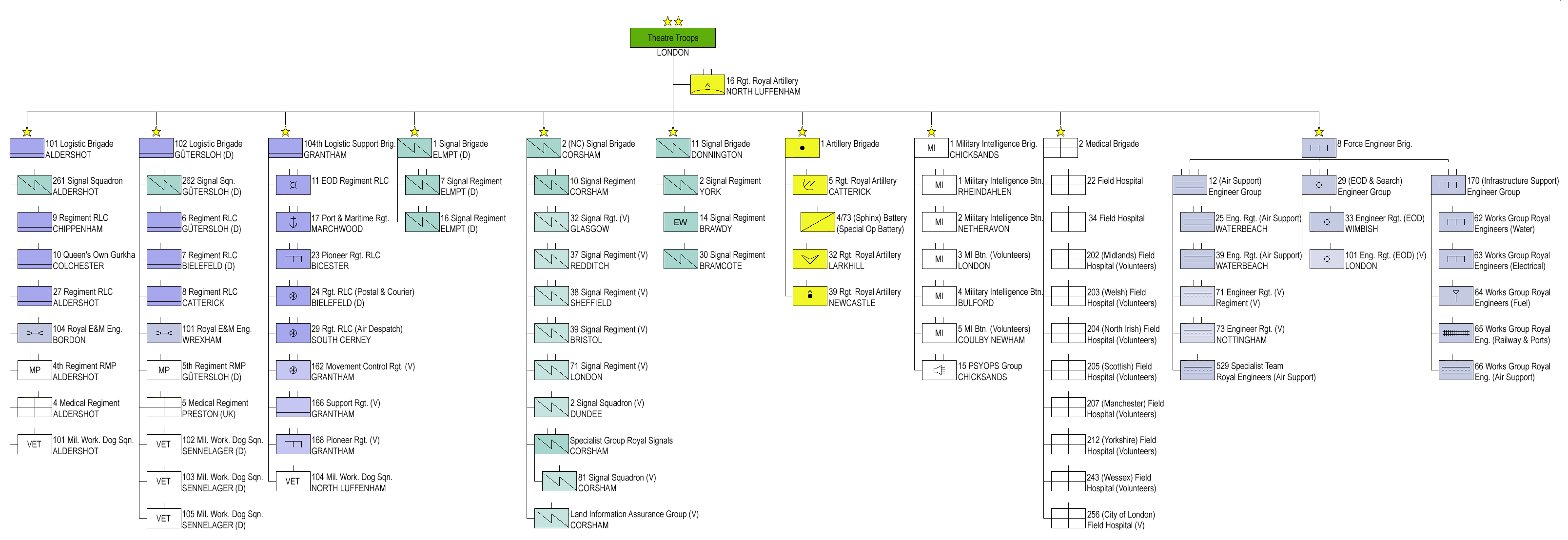
Structure du Theratre Troops

### CINCLAND
- Commander in Chief Land Forces (Commandant en chef des forces terrestres) : Général Sir Peter Wall KCB, CBE[1]
  - Chief of Staff, HQ  Land Forces (Chef d'État-Major des forces terrestres) :

### Field Army
- Commander, Field Army (Commandant  des forces terrestres) :  Lieutenant Général B W B White-Spunner  CBE[2]
  - General Officer  Commanding 1st (UK) Armoured Division (Officier général commandant de la 1re division blindée) : Major General A J Bradshaw  CB OBE[3]
    - 4e brigade mécanisée
    - 7e brigade blindée
    - 20e brigade blindée

  - General Officer  Commanding 3rd (UK) Mechanised Division (Officier général commandant  de la 3e division d'infanterie) : Major General J R Everard  CBE
    - 1re brigade mécanisée
    - 12e brigade mécanisée
    - 19e brigade légère
    - 52e brigade d'infanterie

  - General Officer  Commanding 6th (UK) Division (Officier général  commandant  de la 6e division d'infanterie) :  Major General N Carter  CBE
  - General Officer  Commanding, Theatre Troops (Officier général  commandant des troupes en opération) :  Major General B Brealey
    - 1re brigade d'artillerie
    - QG commun de la défense aérienne sur terre
    - 8e brigade du génie de combat
      - 12e groupe de génie de soutien aérien
      - 29e groupe de génie de soutien terrestre
      - 170e groupe de soutien de soutien aux infrastructures

    - 101e brigade logistique
    - 102e brigade logistique
    - 104e brigade de soutien logistique (PJHQ)
    - 2e brigade des transmissions (Communications nationales)
    - 11e brigade des transmissions
    - 1re brigade des transmissions
    - 1re brigade du renseignement militaire
    - 2e brigade médicale

  - General Officer  Commanding, Joint Helicopter Command (Officier général  commandant du commandement joint des hélicoptères) :  Major General G R Coward OBE
    - Joint Helicopter Command
    - 16e brigade d'assaut aérien

  - Director General  Training Support (Directeur général de soutien à la formation) : Major General  A C P Kennett CBE

## Irlande du Nord
Le quartier général de l'Irlande du Nord ne fait pas partie du Land Command. C'est une formation séparée dont le commandant répond au Secrétaire d'état pour l'Irlande du Nord pour les affaires opérationnelles.
- General Officer Commanding HQ Northern Ireland (Officier général  commandant le QG Irlande du Nord) : Major General  C C Brown CBE
  - 38e brigade irlandaise